# Amerigo Bartoli
Amerigo Bartoli Natinguerra (* 24. Dezember 1890 in Terni; † 20. Dezember 1971 in Rom) war ein italienischer Maler und Karikaturist.
Bartoli kam nach seiner Gymnasialzeit 1906 mit seiner Familie in die italienische Hauptstadt und besuchte dort die Accademia di Belle Arti di Roma, während er privaten Malunterricht bei Ettore Ballerini nahm. Von 1909 bis 1911 war er Schüler von Giulio Aristide Sartorio. Es folgten Studienaufenthalte in Florenz, Turin und Paris. 1912 erhielt er den Bachelorabschluss und absolvierte danach Praktika im Studio di Sartorio in Rom. 1921 besuchte er Monaco, Berlin und Dresden, und 1931 reiste er mit seinem Freund Emilio Cecchi nach London, dessen Tochter Giuditta er 1943 heiratete.
1936 stattete er mehrere Räume der Zentrale der Banca nazionale del lavoro in Rom mit Fresken aus, und 1939 malte er in der Krypta der Kirche S. Giovanni Battista das Fresco Battesimo di Gesù. Bereits 1913 nahm er erstmals am Wettbewerb des Pensionato artistico nazionale mit dem Gemälde Un gruppo di donne guarda un’adolescente nuda teil, 1921 erneut mit Cacciata di casa. 1922 nahm er an der Fiorentina Primaverile mit der Gruppe Valori plastici teil, 1930 erhielt er für Amici al Caffè einen Ersten Preis bei der Biennale di Venezia. 1935 nahm er an der Ausstellung zeitgenössischer italienischer Kunst in Paris und der Quadriennale in Rom teil.
Von 1939 bis 1960 unterrichtete Bartoli Malerei an der Accademia di belle arti in Rom und erhielt für diese Tätigkeit ein Diplom Erster Klasse und eine Goldmedaille für seine Verdienste um die Schule. 1941 erhielt er den Dritten Premio Bergamo für Malerei und im gleichen Jahr eine Goldmedaille bei einer Ausstellung im Salón de humoristas in Madrid.
Nach dem Zweiten Weltkrieg setzte er seine Tätigkeit als Maler fort und nahm an der Nationalausstellung für sakrale Kunst Angelicum in Mailand (1947) und den Biennalen von Venedig 1950 und 1952 teil. Er erhielt Auszeichnungen der Accademia nazionale Cherubini in Florenz (1950) und der Pontificia Accademia artistica dei virtuosi in Rom (1961) und u. a. den Ersten Premio Nazionale A. Soffici.
Nachdem er als Karikaturist bereits für Zeitschriften wie Il Selvaggio (1930), La Gazzetta del popolo (1932) und Quadrivio (1934) gearbeitet hatte, trug Bartoli von  1949 bis 1971 einen wöchentlichen Cartoon zu der Zeitschrift Il Mondo bei. Als Graphiker schuf er u. a. Illustrationen zu Vitaliano Brancatis Don Giovanni in Sicilia (1952), Mandragola von Niccolò Machiavelli (1957), Doppio Melafumo von Antonio Baldini (1957), Dantes Göttlicher Komödie und Martials Epigrammen (1965).